# 串間站
串間站（日语：／ Kushima eki */?）是位於宮崎縣串間市，屬於九州旅客鐵道（JR九州）的日南線車站，也是串間市的中心車站。座落於國道220號及國道448號交界。

## 車站構造

### 站房
以水泥建成的單層站房一座，屬於第二代站房，於2023年3月尾啟用（官方儀式則為4月11日）。屋頂舖上了以當地的飫肥杉所製成的木板，牆身配以大面積的玻璃窗以增加採光度。車站入口位於站房中央、但需要從旁邊的開放式通道進入，進站後，右側為候車大堂，設有同樣以飫肥杉所砌成的候車長櫈五張及一張放置擺設的茶几。左側為站務室，有串間市觀光協會職員於平日進行票務事宜；後方為辦公室及洗手間兩個，其中一個為女洗手間，另一個則為男、女兼用型。本站採用開放式驗票口，通過後，可沿有蓋通道進入月台範圍。

#### 舊站房
同樣為一座混凝土製的建築物，車站入口於站房左側，進站後即為候車大堂，右側原來為站務室及售票窗口，於2004年4月1日起無人化。站房後來被串間市購入。並透過串間市觀光協會負責車站業務，使其變為委托車站，並再次可販賣車票。而為了振興市中心，2007年2月28日開設農水產物販賣所「站之站」，外觀也進行了翻新。

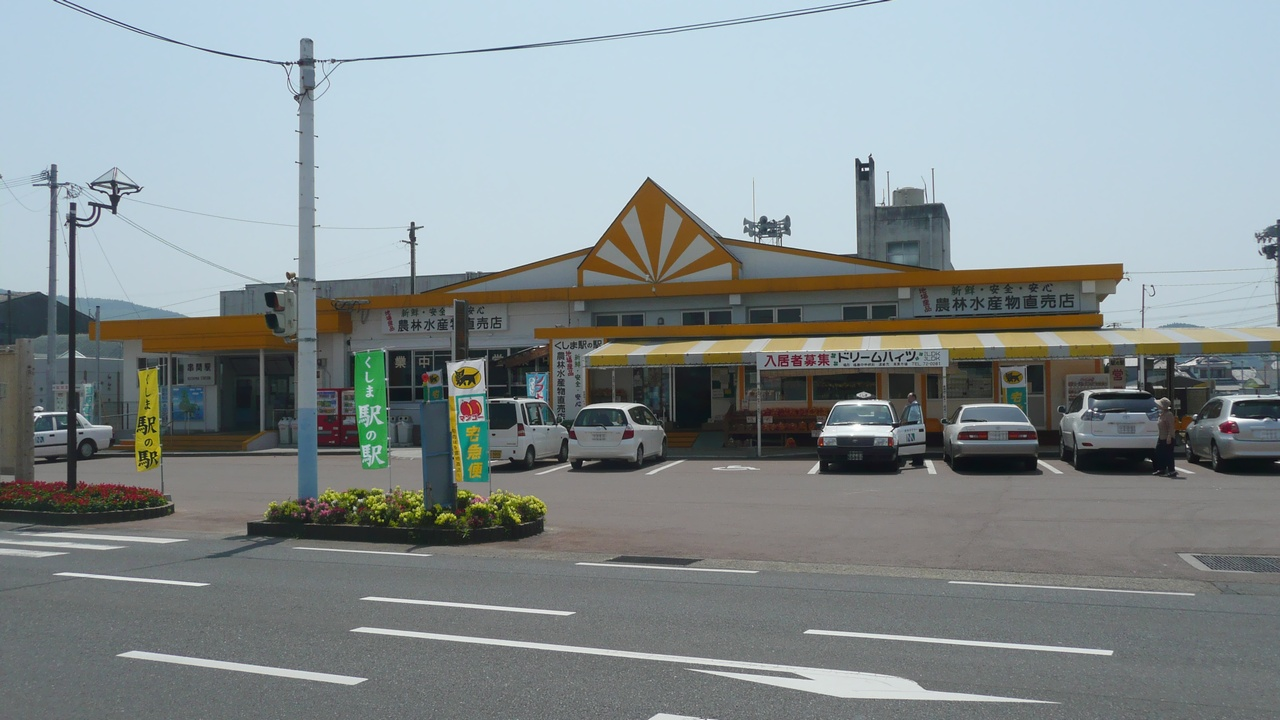
第一代站房（2009年5月）

### 月台
原來設計為島式月台，可提供1面2線的配置，不過由於業務相對清閒，靠近站房的一端路軌早已拆去，只留下遠離站房的一端仍然使用，變成為只設有側式月台一座、及列車不可交會的車站。但是，位於路軌外的一條側線則繼續獲得保留，現時用作停泊維護車輛。
列車靠站時，往志布志方向為右側上落；往宮崎方向為左側上落。
| 路線    | 上下行 | 方向                   |
| ------- | ------ | ---------------------- |
| ■日南線 | 下行   | 志布志方向             |
| ■日南線 | 上行   | 油津、南宮崎、宮崎方向 |

## 歷史
- 1935年4月15日：志布志線志布志至榎原之間開通，此站啟用，稱為 福島仲町站（日语：／）[5]。
- 1959年10月1日：因應串間市成立，車站改名為串間站。
- 1962年6月：第二代水泥站房落成啟用[6]。
- 1973年5月10日：昭和天皇出席第24回全國植樹祭（日语：全国植樹祭）時乘坐了御召列車、由高鍋站到本站[7]。
- 1980年3月31日：結束貨物業務[8]。
- 1985年3月14日：取消手提行李提取服務[8]。
- 1987年4月1日：隨國鐵分割民營化，車站由九州旅客鐵道（JR九州）營運[1][9][10]。
- 2004年：

- 4月1日：改為無人車站。
- 4月中：由市觀光協會進駐車站，並改為簡易委託車站。

- 2007年2月28日：物產館「串間站之站」於原站務室位置開幕[4]，車站範圍改為原候車室位置並重新規劃。
- 2022年：

- 4月1日：隨九州旅客鐵道宮崎支社成立，從鹿兒島支社轉移。
- 10月：舊站房開始進行拆卸。

- 2023年3月：新站房啟用，公式剪綵儀式則為4月11日[3]。
- 2024年：

- 10月22日：受豪雨影響，志布志～南鄉間的服務暫停，改由代行巴士行走。
- 12月2日：路線重開。

## 使用狀況
雖然為串間市的中心車站，不過因為班次疏落，平均每日使用人數仍然偏低。又隨JR九州自2016年度起只公佈首300位車的使用人數，本站因未能打入首300位而沒有實際的使用人數量，而日均使用量也遠遠不足100人，所以亦未能列入排行榜後方的附錄表內。
以下為近年的乘車人次列表。
| 年度 | 1日平均 乘車人次 | 出處       |
| ---- | ---------------- | ---------- |
| 2002 | 175              |            |
| 2003 | 181              |            |
| 2004 | 165              |            |
| 2005 | 146              |            |
| 2006 | 139              |            |
| 2007 | 116              |            |
| 2008 | 119              |            |
| 2009 | 101              |            |
| 2010 | 78               |            |
| 2011 | 59               |            |
| 2012 | 71               |            |
| 2013 | 78               |            |
| 2014 | 77               |            |
| 2015 | 86               |            |
| 2016 | <100             | [ 統計 2 ] |
| 2017 | <100             | [ 統計 3 ] |
| 2018 | <100             | [ 統計 4 ] |
| 2019 | <100             | [ 統計 5 ] |
| 2020 | <100             | [ 統計 6 ] |
| 2021 | <100             | [ 統計 7 ] |
| 2022 | <100             | [ 統計 8 ] |
| 2023 | <100             | [ 統計 9 ] |

## 其他
位於車站廣場南端，開設了一所由舊路面電車所改裝而成的舊式糖果店，是地方居民團體於2015年向廣島電鐵購入了一輛退役的路面電車（廣島電鐵750形電車、車號769）後並移至此處，最初作為串間市觀光詢問處，後來再活用成為小商店，但原有的廣電塗色則已被蓋去。

## 相鄰車站
九州旅客鐵道（JR九州）
■日南線
■快速「日南Marine號」、■普通
日向北方－串間－福島今町

### 統計資料
1. ↑  宮崎縣統計年鑑
2. ↑   (PDF). 九州旅客鉄道.   [2020-08-31]. （原始内容 (PDF)存档于2017-08-01） （日语）.
3. ↑   (PDF). 九州旅客鉄道.   [2020-08-25]. （原始内容 (PDF)存档于2019-07-06） （日语）. （页面存档备份，存于）
4. ↑   (PDF). 九州旅客鉄道.   [2020-08-25]. （原始内容 (PDF)存档于2020-03-15） （日语）. （页面存档备份，存于）
5. ↑   (PDF). 九州旅客鉄道.   [2020-08-25]. （原始内容 (PDF)存档于2020-08-24） （日语）. （页面存档备份，存于）
6. ↑   (PDF). 九州旅客鉄道.   [2021-08-25]. （原始内容 (PDF)存档于2021-08-24） （日语）.
7. ↑   (PDF). 九州旅客鉄道.   [2022-08-26]. （原始内容 (PDF)存档于2022-08-26） （日语）.
8. ↑   (PDF).   [2023-10-24]. （原始内容存档 (PDF)于2023-09-06）.
9. ↑  
駅別乗車人員上位300駅（2023年度） （页面存档备份，存于），JR九州。

## 外部連結
- JR九州串間站